# Gerald Lloyd-Verney
Gerald Lloyd-Verney, DSO, MVO (Geburtsname: Harry George Lloyd-Verney; * 10. Juli 1900 in Kensington, London; † 3. April 1957 in Enniskerry, County Wicklow, Irland) war ein britischer Offizier und zuletzt Generalmajor der British Army, der unter anderem während des Zweiten Weltkrieges von August bis November 1944 Kommandeur der 7. Panzerdivision (7th Armoured Division) war.

## Leben

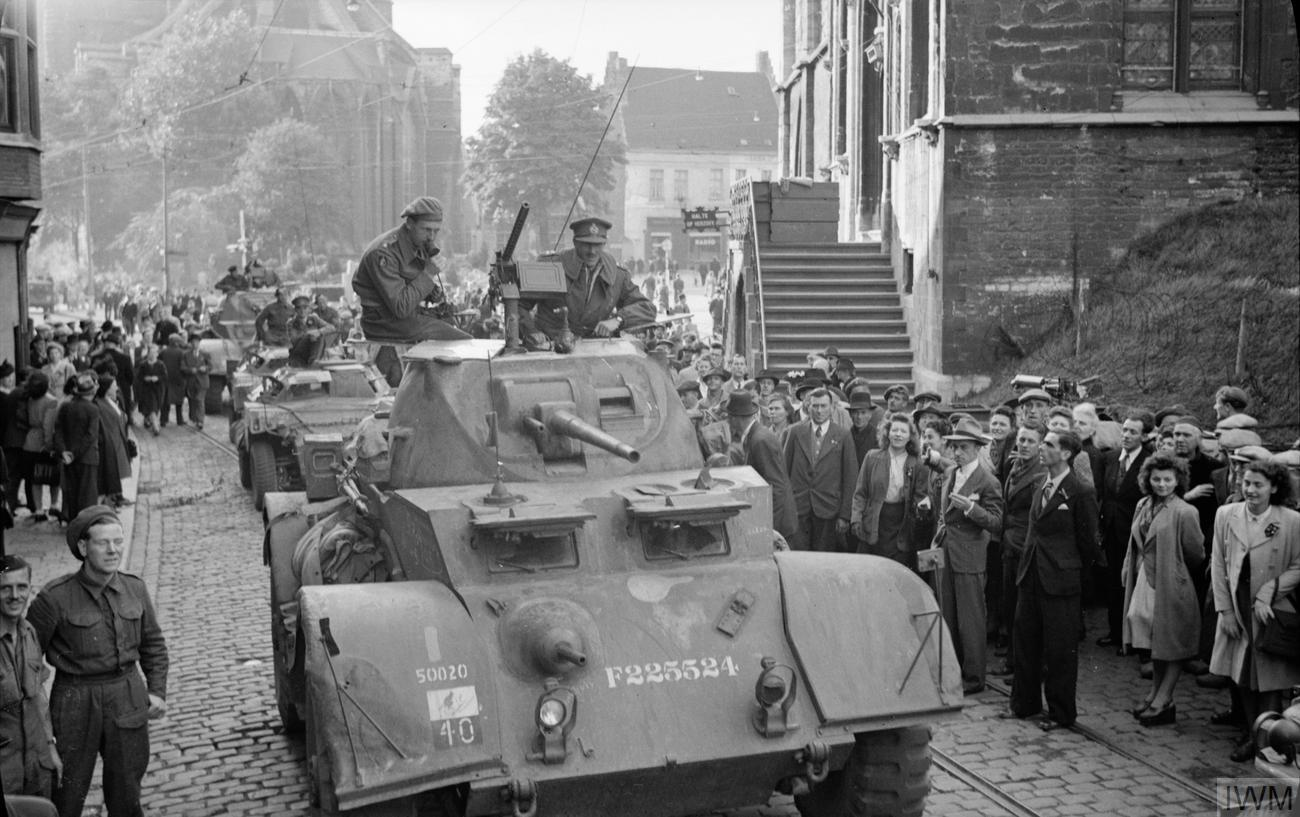
George Lloyd Verney (rechts) auf seinem T17E1 Staghound I-Spähpanzer beim Einmarsch in Gent (8. September 1944).

Harry George Lloyd-Verney war das älteste von vier Kindern des Hofbeamten Sir Harry Lloyd Verney, GCVO (1872–1950) und dessen Ehefrau Lady Joan Elizabeth Mary Cuffe († 1951), eine Tochter von Hamilton Cuffe, 5. Earl of Desart (1848–1934). Nach dem Besuch des renommierten 1440 gegründeten Eton College war er von 1914 bis 1917 Page von König Georg V. und wurde 1919 als Second Lieutenant in das Garderegiment Grenadier Guards übernommen. Er war zwischen 1935 und 1936 Absolvent des Staff College Camberley, an dem Geoffrex Bourne, Roger Bower, Eric Bols, Robert Arkwright, Lewis Lyne, John Yeldham Whitfield, Stephen Shoosmith, Charles Keightley, Walter Lentaigne, Horatius Murray, Terence Airey und Freddie de Guingand zu seinen Jahrgangskameraden gehörten. Für seine Verdienste wurde er 1937 zum Member des Royal Victorian Order (MVO) ernannt.
Während des Zweiten Weltkrieges war er 1940 zunächst Instrukteur am Staff College Camberley und danach zwischen 1940 und 1942 Kommandeur des 2. Bataillons des Gardeinfanterieregiments Irish Guards. 1941 erfolgte durch ein Deed poll seine Namensänderung von Harry George Lloyd-Verney in Gerald Lloyd-Verney, wobei teilweise auch die Schreibweise Gerald Lloyd Verney verwendet wurde. Nachdem er zwischen dem 3. Juli und dem 3. September 1942 Kommandeur der 32. Gardeinfanteriebrigade (Commanding Officer, 32nd Guards Infantry Brigade) sowie danach für knapp drei Wochen stellvertretender Direktor einer Abteilung im Kriegsministerium (War Office) war, übernahm er zwischen dem 21. September 1942 und dem 3. August 1944 sowie erneut vom 22. November 1944 bis Februar 1945 den Posten als Kommandeur der in Nordwesteuropa eingesetzten 6. Gardepanzerbrigade (6th Guards Armoured Brigade/6th Guard Tanks Brigade). Zwischenzeitlich fungierte er zwischen dem 4. August und dem 22. November 1944 als Kommandeur der 7. Panzerdivision (7th Armoured Division), die ebenfalls in Nordwesteuropa zum Einsatz kam. Kurz vor Kriegsende wurde am 11. März 1945 Kommandeur der 1. Gardebrigade (1st Guards Brigade), die erst ebenfalls in Italien und anschließend in Österreich eingesetzt wurde. Für seine militärischen Verdienste wurde er zwei Mal im Kriegsbericht erwähnt (General Officer Commanding, Mentioned in dispatches) und 1945 zum Companion des Distinguished Service Order (DSO) ernannt.
Nach Kriegsende war Lloyd-Verney zwischen 1945 und 1946 erst Stadtkommandant von Wien und übernahm darauf als Major-General im September 1946 von seinem alten Lehrgangskameraden Generalmajor John Yeldham Whitfield den Posten als Kommandeur der 56. (Londoner) Panzerdivision (56th (London) Armoured Division). Dieses Kommando hatte er bis zu seinem Ausscheiden aus dem aktiven Militärdienst im September 1948 inne und wurde daraufhin von Generalmajor Robert Arkwright abgelöst, der ebenfalls sein Lehrgangskamerad am Staff College Camberley war.
Lloyd-Verney, der auch Officer des Order of Saint John war, heiratete am 25. Februar 1926 Hon. Joyce Sybil Vivian Smith, eine Tochter von Vivian Smith, 1. Baron Bicester (1867–1956). Aus dieser Ehe gingen die Kinder Bridget Mary Lloyd-Verney (* 1926) und Peter Vivian Lloyd-Verney (* 1930) hervor, der als Major bei den Irish Guards diente.

## Veröffentlichungen
- The devil’s wind. The story of the naval brigade at Lucknow, from the letters of Edmund Hope Verney and other papers concerning the enterprise of the ship's company of H. M. S. Shannon in the campaign in India, 1857–58, Hutchinson, London 1956
- The Desert Rats. The history of the 7th Armoured Division, 1938 to 1945, Greenhill Books, London 1990